# کاله کوستا پاسیا
کاله کوستا پاسیا (فنلاندی: Kalle Kustaa Paasia؛ ۲۸ اوت ۱۸۸۳ – ۱۹ دسامبر ۱۹۶۱) ژیمناست اهل فنلاند بود.
وی در مسابقات کشوری و بین‌المللی در مجموع برندهٔ ۱ مدال برنز شده‌است.